# The Simpsons Balenciaga
The Simpsons | Balenciaga je krátký animovaný film na motivy televizního seriálu Simpsonovi. Produkční štáb Simpsonových spolupracoval se španělským luxusním módním domem Balenciaga na výrobě filmu, který měl premiéru 2. října 2021 na Pařížském týdnu módy. Desetiminutový film v režii Davida Silvermana paroduje módní průmysl a představuje oděvy značky Balenciaga. Scénář napsali Joel H. Cohen, Al Jean a Michael Price.

## Děj
Homer zapomene koupit Marge dárek k narozeninám. Když uvažuje, co by jí koupil, najde ji spící s katalogem Balenciaga a napíše jim, jestli mu mohou poslat jejich nejlevnější výrobek s logem Balenciaga, nebo dokonce jen visačku. Balenciaga se rozhodne mu zaslat šaty z přebalu katalogu. Marge je na své narozeniny nadšená, Homer však zjistí, že stojí 19 000 eur. Manželé Simpsonovi jdou večer ven a Homer se snaží zabránit jakémukoliv poškození šatů, aby je mohli vrátit. Marge šaty vrátí se vzkazem, že si bude „navždy pamatovat těch 30 minut, kdy se cítila alespoň trošku výjimečně“.
Vrácené šaty obdrží Demna Gvasalia, kreativní ředitel společnosti Balenciaga, a po přečtení Margina vzkazu se rozhodne letět do Springfieldu. Jakmile dorazí, přesvědčí Springfielďany, aby letěli do Paříže a stali se modely na Pařížském týdnu módy. (Rodina Simpsonových již dříve navštívila Paříž během Týdne módy v dílu Nebezpečná zásilka.) Divákům se zpočátku přehlídka nelíbí, ale změní názor poté, co Anna Wintourová řekne, že se jí modelové líbí. Marge na závěr přehlídky předvádí zlaté šaty, za což je odměněna potleskem. Po přehlídce se obyvatelé Springfieldu projedou lodí po Seině a Homer zazpívá Marge „La Mer“. Jeho oděv se vznítí od doutníku a Gvasalia se ho snaží uhasit drahou lahví šampaňského. Oheň nakonec uhasí tak, že Homera přikryjí přikrývkou Balenciaga.

## Obsazení
- Dan Castellaneta jako Homer Simpson a Barney Gumble
- Julie Kavnerová jako Marge Simpsonová
- Nancy Cartwrightová jako Bart Simpson
- Yeardley Smithová jako Líza Simpsonová
- Harry Shearer jako Waylon Smithers
- Hank Azaria jako Vočko Szyslak, Komiksák
- Martina Tiefenthalerová jako ona sama

Demna Gvasalia a Anna Wintourová byli namluveni imitátory.

## Produkce
Krátký film vznikal v utajení téměř rok. Demna Gvasalia, kreativní ředitel Balenciagy a dlouholetý fanoušek seriálu Simpsonovi, v dubnu 2020 předložil svůj nápad tvůrci seriálu Mattu Groeningovi. Původní nástin od scenáristů Simpsonových počítal s tím, že Balenciaga uspořádá svou módní přehlídku ve Springfieldu, ale na naléhání Balenciagy bylo místo změněno na Paříž. Veškeré oblečení, které se v krátkém filmu objevuje, je navrženo Balenciagou, s výjimkou fiktivních šatů, které Marge dostane na začátku. Ačkoli se Gvasalia na výrobě filmu významně podílel, odmítl nadabovat sám sebe. Anna Wintourová souhlasila s použitím své podobizny, ale taktéž se odmítla nadabovat. Režisér David Silverman uvedl, že animace výrazných prvků a pohybu oblečení byla obzvláště náročná.

## Vydání
Premiéra filmu se konala 2. října 2021 v Théâtre du Châtelet během Pařížského týdne módy na akci Balenciagy s názvem „Red Carpet Collection“ uvádějící jejich módní řadu na jaro 2022. Film byl použit místo tradiční módní přehlídky na molu a sklidil ovace ve stoje. Společnost Balenciaga ještě téhož dne zveřejnila film na svém YouTube kanálu, kde během prvního týdne získal více než pět milionů zhlédnutí. Balenciaga také vydala kolekci oblečení se Simpsonovými.